# Jan Samohýl
Jan Samohýl (* 9. října 1966 Praha) je český středoškolský a vysokoškolský pedagog, teolog a autor odborných publikací. V letech 2012 až 2016 byl zastupitel Jihočeského kraje za hnutí Občané pro Budějovice, od roku 2014 do roku 2022 byl zastupitelem obce Hrdějovice na Českobudějovicku za hnutí STAN.

## Životopis
Narodil se v roce 1966 v Praze. Absolvoval pražskou Střední průmyslovou školu grafickou Hellichova.
Je ženatý a s manželkou Renatou mají čtyři děti. Ve svých 29 letech se s rodinou přistěhoval do Českých Budějovic a podle vlastních slov „rychle zdomácněli, okolí, příroda, přátelé i samo město mu přirostlo k srdci“. Později se přestěhovali do nedalekých Hrdějovic.
V letech 1996 až 1998 byl vedoucím Azylového domu v Českých Budějovicích. Od roku 1996 do roku 2016 přednášel na Teologické fakultě Jihočeské univerzity a od roku 2001 i na Pedagogické fakultě. Na Teologické fakultě působil nejprve externě jako odborný asistent, od roku 2007 zde působil na plný úvazek a byl pověřen vedením katedry filosofie a religionistiky. Odborně se zaměřuje na křesťanství, judaismus a českou filozofii. Na Teologické fakultě skončil až po změně ve vedení fakulty, ke které došlo na jaře 2016. V letech 1998 až 2007 byl učitelem dějepisu a společenských věd na Česko-anglickém gymnáziu. Od roku 2007 učil na částečný úvazek na Jirsíkově gymnáziu. Od roku 2016 působil jako lektor na Katolické teologické fakultě Univerzity Karlovy v Praze na Katedře fundamentální a dogmatické teologie. Od roku 2017 do 30. 7. 2020 byl ředitelem Církevní základní školy Orbis Pictus v Táboře. Od 1.9. 2020 zaměstnanec Muzea paměti XX. století.
Od roku 2012 se čtyřikrát zúčastnil voleb – v roce 2012 a 2016 do krajského zastupitelstva Jihočeského kraje, v roce 2013 do Poslanecké sněmovny a v roce 2014 do obecního zastupitelstva Hrdějovic. Není členem žádné politické strany. V letech 2012–2016 byl krajským zastupitelem a jako zástupce opozice členem kontrolního výboru zastupitelstva, když byl zvolen 6. v pořadí za politické hnutí Jihočeši 2012 (v původním pořadí na hlasovacím lístku kandidoval jako dvojka), na kandidátku byl nominován hnutím Občané pro Budějovice. Hnutím Občané pro Budějovice by navržen i o rok později v parlamentních volbách na společnou kandidátku hnutí STAN a TOP 09, zařazen byl na 20. místo (z celkových 22) a i když získal 8. nejvyšší počet přednostních hlasů, do parlamentu zvolen nebyl. V roce 2014 byl zvolen do zastupitelstva obce Hrdějovice jako lídr hnutí HRDĚ 37361 navržený hnutím STAN, v jedenáctičlenném zastupitelstvu je HRDĚ 37361 se dvěma zastupiteli v opozici. V roce 2016 byl STAN navržen na 6. místo na společné kandidátce Starostů, HOPB a TOP 09 pod názvem Pro jižní Čechy, do krajského zastupitelstva bylo zvoleno prvních pět kandidátů a Samohýl se stal prvním náhradníkem.